# Mount Joan (Vancouver Island Ranges)
Der Mount Joan ist ein 1556 m hoher Berg auf Vancouver Island, British Columbia. Er liegt etwa 20 km nordwestlich von Port Alberni und ist der höchste Gipfel des Beaufort Range, eine Gebirgskette die zwischen Courtenay und Port Alberni verläuft. Die Beaufort Range ist wiederum Teil der Vancouver Island Ranges. Der Berg wurde nach Joan Moorehead, der nahegelegene Mount Hal nach ihrem Bruder benannt.